# Memórias da Emília
Memórias da Emília é um livro infantil escrito por Monteiro Lobato, publicado em 1936 pela Companhia Editora Nacional em São Paulo, com ilustrações de Belmonte.

## Enredo
Emília  resolve contar as suas memórias e historias inventadas, ou melhor,  "mentir"  as suas memórias,pois afinal, ela acha que aquele que escreve sobre si próprio "tem um pé" na enganação, na mentira. Segundo ela, se a pessoa contar o que realmente aconteceu na sua vida, todos iriam perceber que a vida é igualzinha à de todo mundo. Para ajudá-la a realizar seu intento., Emília chama o Visconde de Sabugosa; ela ditaria as memórias e o Visconde as escreveria.
Este livro mostra a história completa sobre o anjinho da asa quebrada, e de como o Capitão Gancho e o marinheiro Popeye (que naqueles tempos era mais politicamente incorreto) queriam usar o anjinho para ganhar dinheiro. Emília também "contou" (ou inventou) no livro o que teria acontecido se o anjinho não tivesse ido embora: ela iria fugir com os ingleses, com o anjinho e com o Visconde; e iriam para Hollywood procurar emprego na Paramount, onde também conheceriam a atriz mirim Shirley Temple.

## Capítulos
1. Emília resolve escrever suas memórias. As dificuldades do começo
2. O Visconde começa a trabalhar para Emília. História do anjinho da asa quebrada
3. A história do anjinho corre mundo. O rei da Inglaterra manda ao sítio de dona Benta um navio cheio de crianças
4. O anjo falso. Protesto das crianças inglesas. Aparece Peter Pan. Conversas com o anjinho verdadeiro
5. O almirante assombra-se com o que vê
6. Onde aparece um famoso marinheiro
7. Emília descobre o segredo de Popeye
8. A couve da Emília e o espinafre de Popeye. Pedrinho e Peter Pan preparam-se para a luta!
9. A grande luta. Pedrinho e Peter Pan batem Popeye. Palavras do almirante para Emília
10. Diálogo entre a boneca e o Visconde. A esperteza da Emília e a resignação do milho
11. A fuga do anjinho. Grande tristeza. Despedida da criançada e do almirante Brown
12. O Visconde desabafa. Seu retrato da Emília. A boneca pensa em Hollywood
13. Minha viagem a Hollywood
14. Dona Benta descobre as memórias da Emília. Pedrinho e Narizinho aparecem no quarto. Fim da aventura de Hollywood
15. Últimas impressões de Emília. Suas ideias sobre pessoas e coisas do sítio de dona Benta